# Kostenflächenart
Mit Hilfe von Kostenflächenarten (KFA) werden im Rahmen der Kostenermittlung die Kosten von Hochbauten entsprechend ihrer Flächen und Nutzungsarten gegliedert. Das Verfahren wird vorwiegend bei Bauvorhaben der öffentlichen Hand in Deutschland angewendet. Es ist in der Regel bei der Mittelbeantragungen für Neubauvorhaben der öffentlichen Hand vorgegeben.
Die Methode der Kostenflächenarten ordnet jeder  Nutzfläche eine Kostenflächenart (KFA 1-9) zu aufgrund ihrer spezifischen Nutzung und damit entsprechender Ausstattung.
Die Funktions- und Verkehrsflächenarten – letztere aufgeteilt in horizontale und vertikale (Treppen) Flächenanteile – werden ebenfalls berücksichtigt (KFA 10-12). Die aufgrund unterschiedlicher Raumhöhen entstehenden Kosten werden über den Bruttorauminhalt in die Berechnung miteinbezogen (KFA 13).
Für eine Kostenermittlung nach Kostenflächenarten werden die geplanten Nutzflächen zunächst als Raumprogramm mit den Nutzungscodes (NC) nach dem Nutzungskatalog aus DIN 277 [1987], Teil 2)) aufgestellt. Den einzelnen Nutzungscodes sind jeweils Kostenflächenarten mit einem spezifischen Kostenwert pro m² zugeordnet. Die Zuordnungstabellen der Nutzungscodes zu Kostenflächenarten bzw. Kostenwerten werden für die Bauverwaltungen der öffentlichen Hand zentral von der Staatlichen Vermögens- und Hochbauverwaltung Baden-Württemberg verwaltet und fortgeschrieben.
Häufig kritisiert wird am Verfahren der Kostenermittlung nach Kostenflächenarten, dass die Zuordnung von Nutzflächen zu Kostenflächenarten zum Teil nicht eindeutig möglich ist und erhebliche Interpretationsspielräume zulässt. Dies führt unter Umständen zu einer Verfälschung der Ergebnisse. Es ist daher notwendig, die Ergebnisse einer Kostenermittlung nach Kostenflächenarten über andere Verfahren der Kostenermittlung abzusichern.